# روبن توني
روبن توني (بالإنجليزية: Robin Tuney)‏ ممثل أمريكية من مواليد 18 يونيو 1971.ومعروف عنها أنها لها دور تيريزا ليزبن في المسلسل التلفزيوني ذا منتاليست، وكذلك في بطولة بريزون بريك وأفلام The Craft، End of Days، وVertical Limit.

## وقت مبكر من الحياة
ولدت توني في شيكاغو، إلينوي لـ والد بائع سيارات، باتريك، والأم نادلة، كاثي. توني هي الأيرلندية الأمريكية ولدوا والدها في Straide، مقاطعة مايو، أيرلندا، في حين كانت جديها الأمهات من جزيرة كلير. ترعرت توني في أورلاند بارك، إلينوي، إحدى ضواحي جنوب غرب شيكاغو. حيث تربت الكاثوليكية الرومانية، حضرت كارل ساندبيرغ المدرسة الثانوية في أورلاند بارك وأكاديمية شيكاغو للفنون في شيكاغو، ومكثت في بالوس هايتس، إلينوي، وأيضا في منطقة شيكاغو. وهي ابن عم عضو مجلس محلي شيكاغو توم توني.

## المهنة
في سن ال 19، انتقلت توني إلى لوس أنجلوس، كاليفورنيا، وحصلت على العديد من الأدوار التلفزيونية المتكررة على Class من '96، Law & Order، Dream On، و Life Goes On أعطت أداء اختراق لها في سن المراهقة انتحار في Empire Records وجذب المزيد من الاهتمام من خلال اللعب على ساحرة في الطائرة. وقالت انها حلقت رأسها ل Empire Records، واضطرت لارتداء شعر مستعار في الطائرة.
في عام 1997، تألقت توني في Bob Gosse في شلالات، شلالات مع هنري توماس في الأداء الذي حصل لها أفضل ممثلة جائزة فولبي كأس في مهرجان البندقية السينمائي الدولي 1997. توني كانت واردة أيضا عكس أرنولد شوارزنيغر في عام 1999 عمل فيلم خارق End of Days.
انها نجمة في الحلقة التجريبية من البيت كمدرسة روضة أطفال التي تنهار قبل بدأ الدرس لها وتنزل إلى فقدان القدرة على الكلام، وقالت إنها كان له الفضل بأنه «نجمة ضيفا خاصا». انها صورت فيرونيكا دونوفان في الموسم الأول من بريزون بريك، والفضل الثالث بعد اثنين من الشخصيات الرئيسية. كما ظهرت في الحلقة العرض الأول للموسم الثاني، وفي هذه الحلقة، وشخصيتها قتل. كان لها دور صغير في فيلم أغسطس صدر يوم 11 يوليو 2008. توني هي حاليا البطلة سيمون بيكر المعاكس في سي بي اس دراما سلسلة ذا منتاليست.

روبن توني مع دومينيك بورسيل ووينتورث ميلر في بريزون بريك (الموسم الأول)

## الحياة الشخصية
تزوجت توني منتج / مخرج Bob Gosse في 4 أكتوبر 1997، انفصلا في عام 2002. في عام 2009، كانت تعمل توني إلى الكاتب الأسترالي / مدير أندرو دومينيك لكنها انتهت علاقتهما من قبل أغسطس 2010. حصلت وقالت انها مخطوبة لمهندس ديكور نيكي مارمي في 25 ديسمبر 2012 بينما كانت في إجازة في ريو دي جانيرو.
في 28 يونيو 2006، فازت توني الطاولة الخامس من الموسم الثامن برافو المشاهير بوكر المواجهة، وقبل الانتهاء من Christopher Meloni, Macy Gray, Joy Behar, و Andy Dick، والانتقال إلى خفض النهائي. خاتمة بثت يوم 5 يوليو 2006، حيث تنافست ضد Jason Alexander, Michael Ian Black, Ida Siconolfi, و Keegan-Michael Key. جاء توني في الثانية، خلف Alexander. لعبت لصندوق صحة الأطفال، التي تلقت 200,000 دولار لجهودها. في أغسطس 2006، لعبت توني في بطولة العالم للبوكر بعد أن رسم الدخول لها من قبل cardroom على الإنترنت لتغطيتها PokerRoom.com

## الأعمال
- 1992: إنسينو مان (الدور: ايلي)
- 1994: قانون ونظام (الدور: جيل تمبلتون)
- 1999: نهاية الأيام (الدور: كريستين يورك)
- 2004: هاوس (الدور: ريبيكا أدلر)
- 2005–2006: بريزون بريك (الدور: فيرونيكا دونوفان)
- 2008–2015: ذا منتاليست (الدور: تيريزا ليزبن)

## الجوائز والترشيحات
| Year | Nominated work   | Award                            | Category                                                                         | Result |
| ---- | ---------------- | -------------------------------- | -------------------------------------------------------------------------------- | ------ |
| 2001 | Vertical Limit   | Blockbuster Entertainment Awards | Favorite Actress - Action                                                        | رُشِّح    |
| 2006 | Open Window      | Boston Film Festival             | Festival Prize                                                                   | فوز    |
| 1999 | Niagara, Niagara | جوائز الروح المستقلة             | Best Female Lead                                                                 | رُشِّح    |
| 1997 | The Craft ‏       | جوائز إم تي في للأفلام           | Best Fight (shared with فيروزا باك)                                              | فوز    |
| 2009 | ذا منتاليست      | جوائز بيبول تشويس                | Best New Series (shared with سايمون بيكر، اماندا رايتى، أوين يومان and تيم كانج) | فوز    |
| 1997 | Niagara, Niagara | مهرجان البندقية السينمائي        | Best Actress                                                                     | فوز    |

## روابط خارجية
- روبن توني على موقع IMDb (الإنجليزية)
- روبن توني على موقع ميتاكريتيك (الإنجليزية)
- روبن توني على موقع روتن توميتوز (الإنجليزية)
- روبن توني على موقع قاعدة بيانات الأفلام العربية
- روبن توني على موقع ألو سيني (الفرنسية)
- روبن توني على موقع تيرنر كلاسيك موفيز (الإنجليزية)
- روبن توني على موقع أول موفي (الإنجليزية)
- روبن توني على موقع قاعدة بيانات الأفلام السويدية (السويدية)
- روبن توني على موقع إن إن دي بي (الإنجليزية)
- روبن توني على موقع قاعدة بيانات الفيلم (الإنجليزية)